# 文龍路
文龍路（Wenlong Rd.）為高雄市 三民區與鳳山區的東西向道路，起端銜接澄和路，末端為鳳仁路110巷。共分為二段，青年路二段為分段點。為往來高雄市鳳山區鎮北地區、赤山地區、文山特區及三民區的重要道路。

## 行經行政區域
- 三民區
- 鳳山區

## 分段
文龍路共分為兩個部份：
- 文龍路：西於澄清路口接澄和路，東於青年路二段口接文龍東路。
- 文龍東路：東於青年路二段口接文龍路，西止於鳳仁路110巷口。

## 沿線設施
（由西至東）
- 文龍路：
  - 文山公兒三公園（文山兒童公園）
  - 聯上高爾夫球練習場
  - 清湖公園
  - 多那之高雄鳳山青年門市
- 文龍東路：
  - 高雄市政府警察局鳳山分局辦公大樓
  - 鳳山熱帶園藝試驗分所
  - 北辰兒童公園
  - 新高橋藥局文龍東店
  - 華鳳特區[3]
  - 萊爾富鳳山文東店
  - 文龍東路底路邊公有停車場

## 公共自行車
- 高雄市公共自行車租賃系統：
  - 警察局鳳山分局：文龍東路/文山路(西北側)
  - 鳳松路綠地：文龍東路/經武路(西北側)
  - 北辰兒童公園：文龍東路/經武路(東南側)

## 相關連結
- 高雄市主要道路列表